# Dnipró
Dnipró (en ruso: Днепр, AFI: [dnʲepr]; en ucraniano: Дніпро, [dniˈprɔ] (escucharⓘ)), también conocida por la denominación de Dnipropetrovsk, es la cuarta ciudad más poblada de Ucrania, con aproximadamente 980 948 habitantes. Está situada en la parte central de Ucrania, a 391 km (243 mi) al sureste de la capital ucraniana, Kiev, junto al río Dniéper, que le da nombre. Dnipró es el centro administrativo de la región de la óblast de Dnipropetrovsk.
Hallazgos arqueológicos sugieren que la primera fortificación en el territorio del actual de la ciudad probablemente data de mediados del siglo XVI. Otros descubrimientos sugieren que la ciudad de Samar ya existía en la década de 1520. Conocida en 1787 como Katerynoslav, la ciudad fue fundada por la zarina Catalina II como el centro administrativo de los territorios recién adquiridos de Nueva Rusia. El estadista Grigori Potiomkin llegó a imaginar la ciudad como la tercera capital del Imperio ruso, después de Moscú y San Petersburgo. Renombrada como Dnipropetrovsk en 1926, se convirtió en un centro industrial de la RSS de Ucrania y uno de los principales centros de la industria nuclear, armamentística y espacial de la Unión Soviética. Debido a ello, funcionó como una ciudad cerrada hasta la década de 1990. En 2016, la Rada Suprema ucraniana cambió el nombre oficial de la ciudad a Dnipró.
En la actualidad Dnipró constituye un centro económico e industrial de primer orden, acogiendo la sede de muchas empresas. Yuzhmash, un importante fabricante de diseño espacial y misiles balísticos, está ubicado en la ciudad. Asimismo, constituye un importante nudo de comunicaciones.

## Nombre y simbología

### Nombre
La etimología de la ciudad hace referencia al río Dniéper, situado a las orillas de la ciudad.
El 19 de mayo de 2016, la Rada Suprema de Ucrania con 247 diputados a favor, conforme a los términos de la ley «Sobre la condena de los regímenes totalitarios comunistas y nacionalsocialistas en Ucrania y la prohibición de la propaganda de sus símbolos», renombró la ciudad a Dnipró, llamándose antes de este cambio Dnipropetrovsk. Este cambio no fue exclusivo de Dnipró, también pasó en otras ciudades con nombres comunistas como Kirovogrado llamada ahora Kropivnitski. El cambio de nombre de la óblast de Dnipropetrovsk se ha pospuesto temporalmente debido a que requiere reescribir la constitución de Ucrania.
Dnipró ha tenido distintos nombres desde su fundación en 1776:
- «Yekaterinoslav» - entre 1776 y 1797; 1802 y 1918; 1921 y 1926.
- «Novorosiysk» - entre 1797 y 1802.
- «Sicheslav» - entre 1918 y 1921.[9]
- «Dnipropetrovsk» - entre 1926 y 2016.
- «Dnipró» - desde 2016.

El ruso Yekaterinoslav significa «la gloria de Catalina», la zarina reinante al fundarse la ciudad.  La grafía Catharinoslav aparece en algunos mapas del siglo XIX. Así mismo, en español se le ha llamado Iecaterinoslav
En algunos medios anglófonos la ciudad también era conocida como Rocket City.

### Simbología
La simbología de la ciudad está compuesta por el escudo y la bandera de Dnipró, la ciudad también tiene un logotipo oficial utilizado para el turismo.

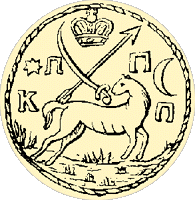
Escudo de Nueva Codak
Escudo de Katerynoslav
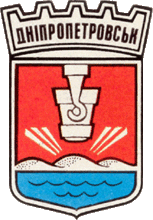
Escudo de Dnipropetrovsk
Escudo de Dnipró
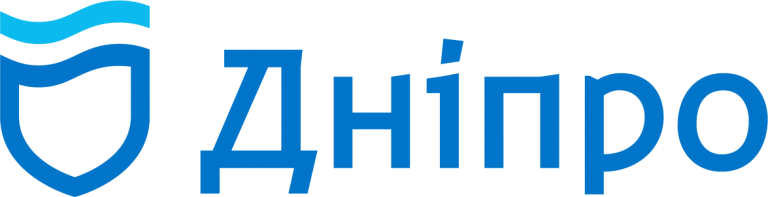
Logo de Dnipró

## Historia

### Edad Media

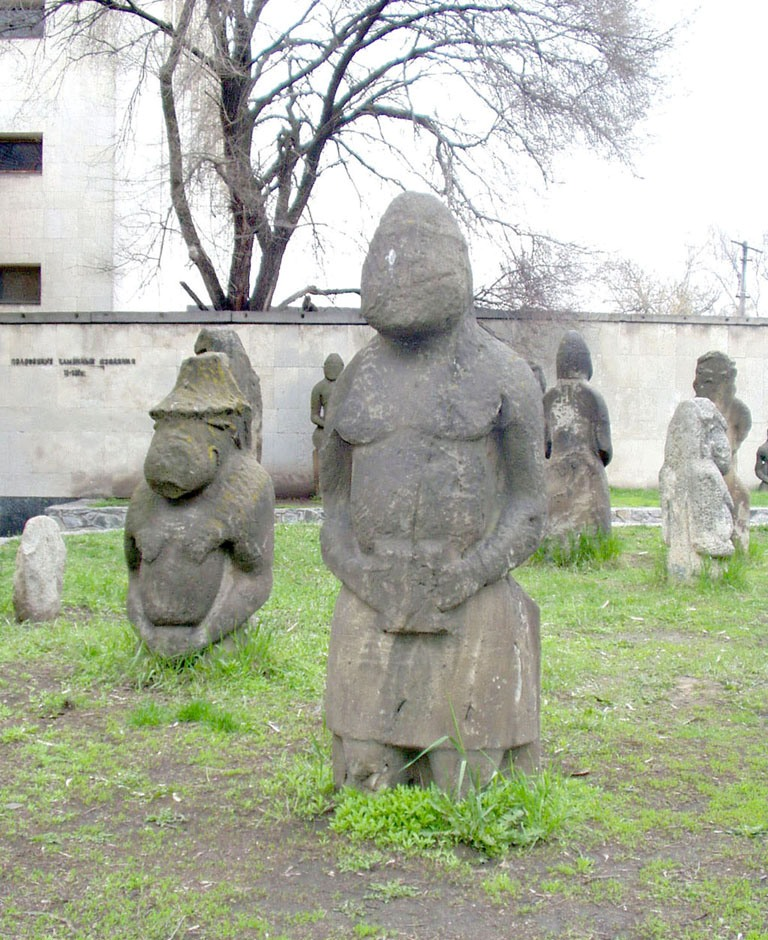
Estatuas de Kipchaks cerca del Museo Histórico, avenida Akademik Yavornytsky

Los monjes bizantinos fundaron un monasterio en la isla de Monastyrskyi, probablemente en el siglo IX (870 d. C.). Los tártaros destruyeron el monasterio en 1240.
A principios del siglo XV, las tribus tártaras que habitaban la orilla derecha del Dniéper fueron expulsadas por el Gran Ducado de Lituania. A mediados del siglo XV, los Nogai (que vivían al norte del Mar de Azov) y el Janato de Crimea invadieron estas tierras. [cita requerida]
El Gran Ducado de Lituania y el Janato de Crimea acordaron una frontera a lo largo del Dniéper, y más al este a lo largo del río Samara (Dniéper), es decir, a través de lo que hoy es la ciudad de Dnipró. Fue en esta época cuando apareció una nueva fuerza: el pueblo libre, los cosacos. Más tarde se les conoció como cosacos zaporozhianos (Zaporizhia - las tierras al sur de Prydniprovye, se traduce como «La tierra más allá de las presas [rápidos]»). Este fue un periodo de incursiones y combates que causaron una considerable devastación y despoblación en esa zona. La zona pasó a conocerse como los Campos Salvajes.

### Edad Moderna temprana
Los hallazgos arqueológicos sugieren fuertemente que las fortificaciones militares que existen actualmente en lo que hoy es la ciudad, existen desde mediados del siglo XVI. Los hallazgos arqueológicos sugieren que la ciudad de Samar, actualmente un barrio del distrito Samarskyi de Dnipro, existía en 1524. Los arqueólogos de la Universidad Nacional de Dnipró han descubierto allí artefactos fechados en torno a la década de 1520. Según los hallazgos históricos, en el actual territorio del distrito Amur-Nyzhnodniprovskyi de la ciudad existía un pueblo llamado Kamyanka que fue fundado en 1596.
En 1635, el Gobierno polaco construyó la Fortaleza de Kodak por encima de los rápidos del Dniéper en Kodaky (en las afueras del sureste de la actual Dnipró), en parte como resultado de la rivalidad en la región entre Polonia, Turquía y el Khanato de Crimea, y en parte para mantener el control sobre la actividad de los cosacos (es decir, para reprimir a los asaltantes cosacos y evitar que los campesinos salieran del área).
El fuerte fue reconstruido por el ingeniero francés Guillaume Le Vasseur de Beauplan para el Gobierno polaco en 1638. Kodak fue capturada por los cosacos de Zaporiyia el 1 de octubre de 1648, y fue guarnecida por los cosacos hasta su demolición de acuerdo con el Tratado del Prut en 1711. Las ruinas del Kodak son visibles hoy. Actualmente hay un proyecto para restaurarlo y crear un centro turístico y parque-museo.
Tras el Tratado de Andrúsovo, las tierras de la Sich de Zaporiyia (alrededor de la fortaleza de Kodak) estaban bajo un condominio entre el Imperio ruso y la Mancomunidad polaco-lituana. La Mancomunidad (en polaco, Rzeczpospolita) renunció a su control sobre la zona con la firma del Tratado de Paz Eterna de 1686 y, por tanto, entregó Zaporizhia a Rusia.

### Establecimiento de la ciudad de Catalina
Antes de 1926, la ciudad era conocida como Yekaterinoslav. La Iglesia ortodoxa ucraniana (Patriarcado de Moscú) relaciona las tradiciones de la ciudad con el nombre de Santa Catalina de Alejandría (c. 287 a c. 305). Según un relato, la ciudad se fundó en 1787.
Yekaterinoslav fue fundada en 1786 por el príncipe ruso Gregorio Potemkin por orden de Catalina II de Rusia.
En el estilo arquitectónico de las calles y plazas del centro de la ciudad, se conservan todavía las huellas del clasicismo ruso de los siglos XVIII y XIX, con brillantes ejemplos de la arquitectura eclesiástica como la catedral de la Transfiguración. También se observan restos de modernismo de inicios del siglo XX y de la monumental arquitectura que caracterizó los años del gobierno de Stalin, entre 1930 y 1950.

### La era soviética

#### Guerra y revolución

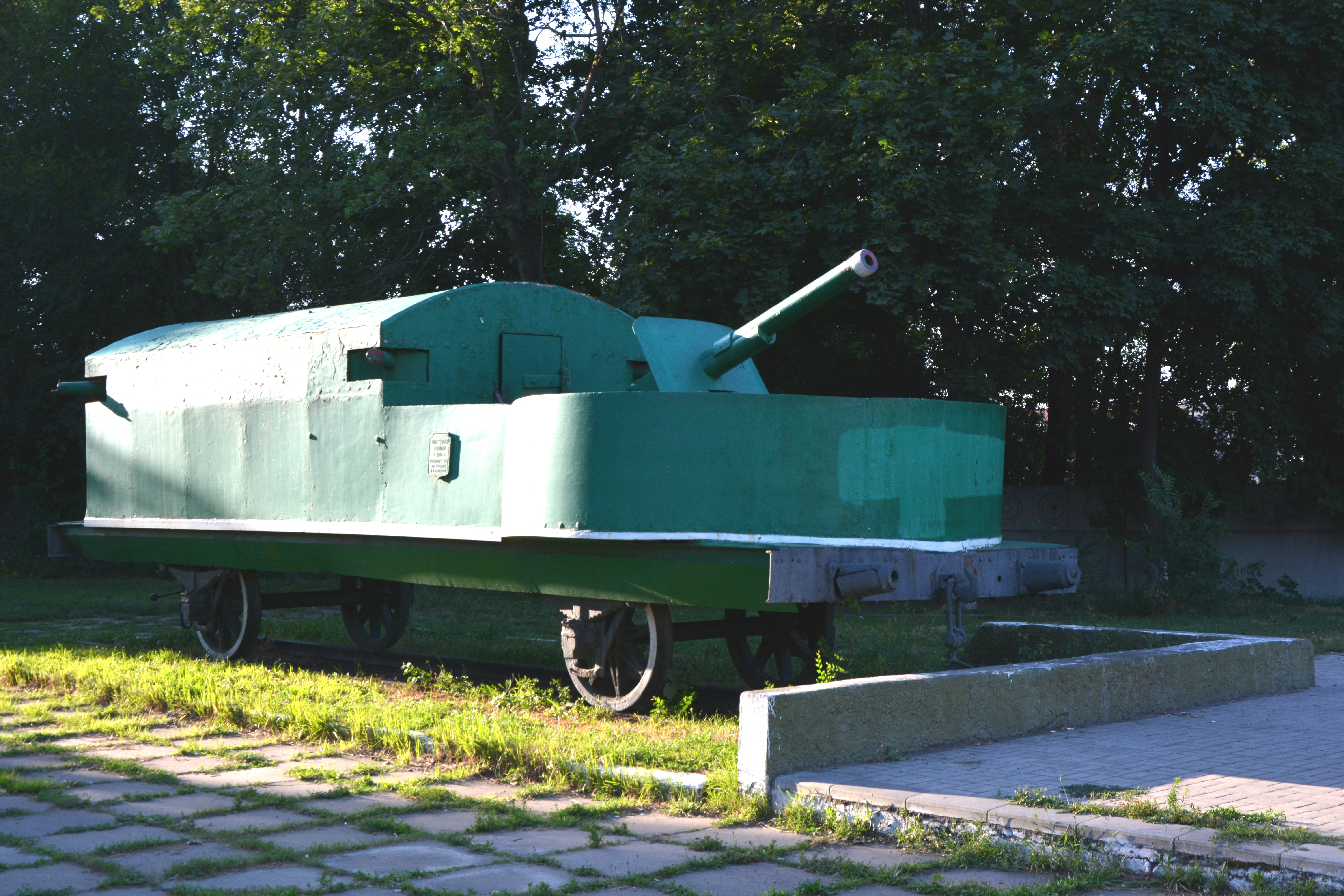
Monumento en Dnipró de un tren blindado, construido por los trabajadores de la planta metalúrgica de Yekaterinoslav en 1918, utilizado por el Ejército Rojo en su conquista de Ucrania y la región del Volga.

Inmediatamente después de la Revolución de Febrero rusa, la noche del 3 de marzo (16 de marzo según el calendario gregoriano) al 4 de marzo de 1917 se organizó un gobierno provisional en Yekaterinoslav encabezado por Konstantin von Hesberg, presidente de la administración provincial de tierras desde 1913. También el 4 de marzo se formó el Consejo de Diputados Obreros. El 6 de marzo, el primer ministro del Gobierno provisional ruso, Gueorgui Lvov, destituyó al gobernador y al vicegobernador de la Gobernación de Yekaterinoslav, entregando temporalmente estos poderes a Hesberg. El 9 de marzo, se formó el Consejo de Diputados Obreros y Soldados de Yekaterinoslav.
El 16 de mayo, el Consejo de Diputados Obreros y el Consejo de Obreros y Soldados se fusionaron, pasando a denominarse Consejo Revolucionario en noviembre de 1917. Todas estas estructuras de poder existían en dualidad, y el gobierno provisional de Hesberg a menudo se encontraba en desventaja. En 1917 la ciudad fue escenario de numerosos mítines, concentraciones, reuniones, conferencias, congresos y manifestaciones de partidos políticos de todo el espectro político. debido a la intensa agitación política, los comités de fábrica y los sindicatos profesionales recién formados en el otoño de 1917 apoyaron principalmente a los bolcheviques, fortaleciendo significativamente sus posiciones.
En junio de 1917, el Consejo Central (Rada Central Ucraniana) de los partidos ucranianos en Kiev declaró que Yekaterinoslav estaba dentro del territorio de la República Popular Ucraniana autónoma (UPR). El 13 de agosto de 1917 se celebraron las primeras elecciones democráticas de la Duma de la Ciudad de Yekaterinoslav, con 120 escaños. Los bolcheviques obtuvieron 24 escaños, los mencheviques 16 y los partidos pro-ucranianos 6 escaños. Vasyl Osipov fue elegido alcalde de la ciudad. Osipov fue alcalde hasta la disolución de la Duma de la Ciudad en mayo de 1918. El 10 de noviembre de 1917 se celebró un desfile de tropas ucranianas, organizado por el Consejo Militar Ucraniano de Yekaterinoslav en apoyo a la Tercera Universal del Consejo Central Ucraniano, la proclamación de la República Popular de Ucrania.
En las elecciones de noviembre de 1917 de la Asamblea Constituyente rusa, los bolcheviques obtuvieron poco menos del 18 por ciento de los votos, en comparación con el 46 por ciento de los socialistas revolucionarios ucranianos y sus aliados. El 22 de noviembre de 1917, el Consejo Revolucionario y la Duma de la Ciudad juraron su lealtad al Consejo Central.Los bolcheviques abandonaron entonces estas organizaciones. Durante diciembre, la situación en la ciudad empeoró y ambos bandos se prepararon para una ofensiva militar.
El 26 de diciembre, los bolcheviques desafiaron un ultimátum de Consejo Central y después de tres días de lucha consolidaron su control de la ciudad. El 12 de febrero declararon a Yekaterinoslav parte de la República Soviética de Donetsk-Krivoy Rog, pero al mes siguiente, bajo los términos del Tratado de Brest-Litovsk, concedieron el territorio a la UPR aliada de Alemania y Austria . El 5 de abril de 1918, el ejército imperial alemán entró en la ciudad. Los quinientos guardias rojos bolcheviques restantes fueron ejecutados públicamente.

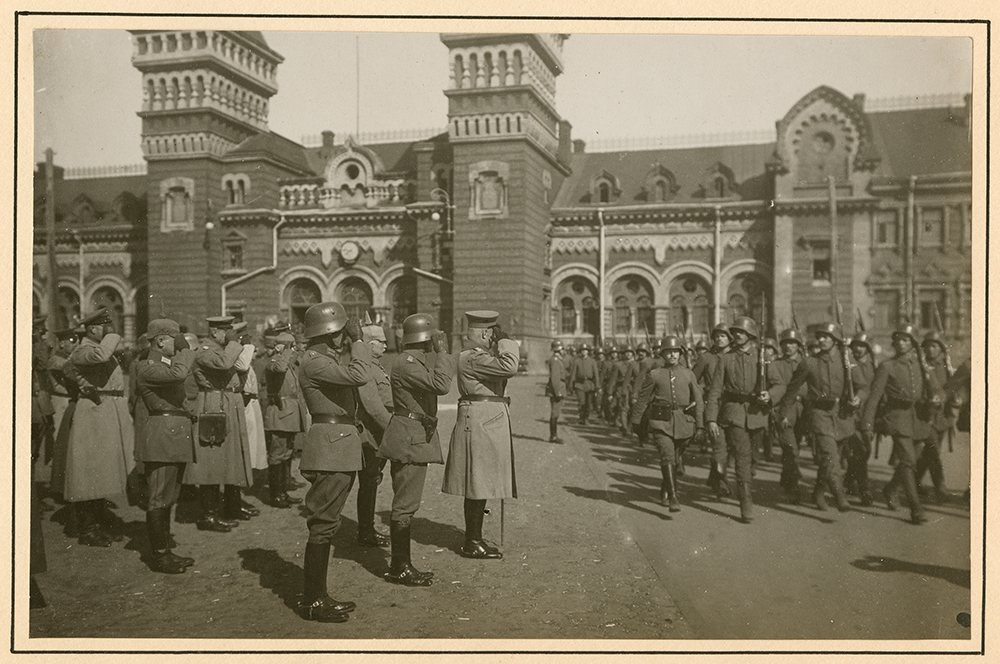
Un desfile militar alemán en Yekaterinoslav en la primavera de 1918.

El mandato formal de la UPR fue breve: el 29 de abril de 1918, la intervención de las Potencias Centrales hizo que la UPR fuera reemplazada por el Hetmanato, el estado ucraniano más dócil. El 18 de mayo de 1918, el Hetman del Estado ucraniano, Pavló Skoropadski, ordenó que las empresas anteriormente nacionalizadas fueran devueltas a sus antiguos propietarios y, con la ayuda de las tropas austrohúngaras, las nuevas autoridades reprimieron las protestas laborales.
El 23 de diciembre de 1918, tras su derrota a manos de los aliados occidentales y después de cuatro días de insurgencia dentro de la ciudad, las fuerzas de ocupación alemanas y austrohúngaras se retiraron. Cuatro días después, Yekaterinoslav fue asaltada por el Ejército Negro (en ucraniano: Makhnovshchina), poniendo en fuga a las fuerzas leales a la nueva Dirección de la UPR. Durante el año siguiente, la ciudad cambió de manos varias veces más, disputada entre la UPR, los Blancos (Fuerzas Armadas del Sur de Rusia), los campesino insurgentes de Nikífor Grigóriev, el Makhnovshchina (que regresó dos veces), y los bolcheviques, que se reorganizaron como el Ejército Rojo y finalmente aseguraron la ciudad el 30 de diciembre de 1919. 
la ciudad había sufrido graves daños y la población, que en 1917 era de unas 268.000 personas, había descendido a menos de 190.000.

#### la industrialización de la era de Stalin

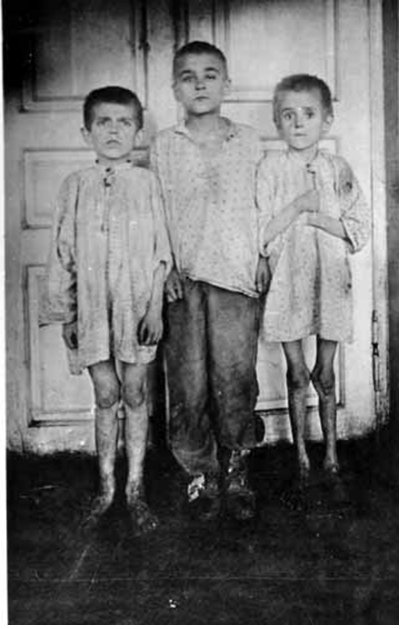
El niño de la izquierda asesinó a una niña de ocho años por sus cuatro libras de pan en Yekaterinoslav en 1922, durante la hambruna local de 1921-1923.

A finales de mayo de 1920, el suministro de alimentos a Yekaterinoslav fue bajando, lo que provocó una oleada de huelgas. En junio de 1920, las autoridades soviéticas reprimieron una de esas protestas arrestando a 200 trabajadores ferroviarios, de los cuales 51 fueron condenados a ejecución inmediata.
En 1922 la región fue incorporada a la RSS de Ucrania, una república constituyente de la Unión Soviética. En 1922, el gobierno soviético ordenó que "todas las empresas nacionalizadas con nombres relacionados con la Compañía o el apellido de los antiguos propietarios debían cambiar de nombre en memoria de los acontecimientos revolucionarios rusos, en memoria de los líderes internacionales, panrusos o locales de la revolución proletaria ". En 1922 y 1923, las fábricas fueron renombradas, así como docenas de calles, callejones, caminos de acceso, plazas y parques. En 1923, el ayuntamiento adoptó una resolución para organizar un concurso para cambiar el nombre de la ciudad.
En 1924, el Congreso Provincial de los Sóviets adoptó una resolución para cambiar el nombre de la ciudad de Yekaterinoslav a Krasnodniprovsk (y de la Gobernación de Yekaterinoslav a Krasnodniprovsk). después de esto, muchas organizaciones e instituciones comenzaron a nombrar a Yekaterinoslav Krasnodniprovsk en documentos oficiales, solo para que la prensa les recordara que el cambio de nombre de los asentamientos solo podía ser decidido por el Presídium del Sóviet Supremo . En 1926, el Congreso Provisional del Distrito de Diputados Obreros, Campesinos y Soldados adoptó una resolución para cambiar el nombre de Yekaterinoslav al de Dnipropetrovsk en honor al presidente del Comité Ejecutivo Central Panucraniano de los Soviets, Grigori Petrovski .
Petrovsky asistió a este congreso y "aceptó este honor con gran gratitud". la resolución del congreso fue aprobada por una resolución del Presídium del Sóviet Supremo con fecha del 20 de julio de 1926. En las décadas de 1920 y 1930, decenas de calles, callejones, caminos de acceso, plazas y parques de la ciudad siguieron cambiando de nombre, lo que continuó en la década de 1940 y en los años siguientes.

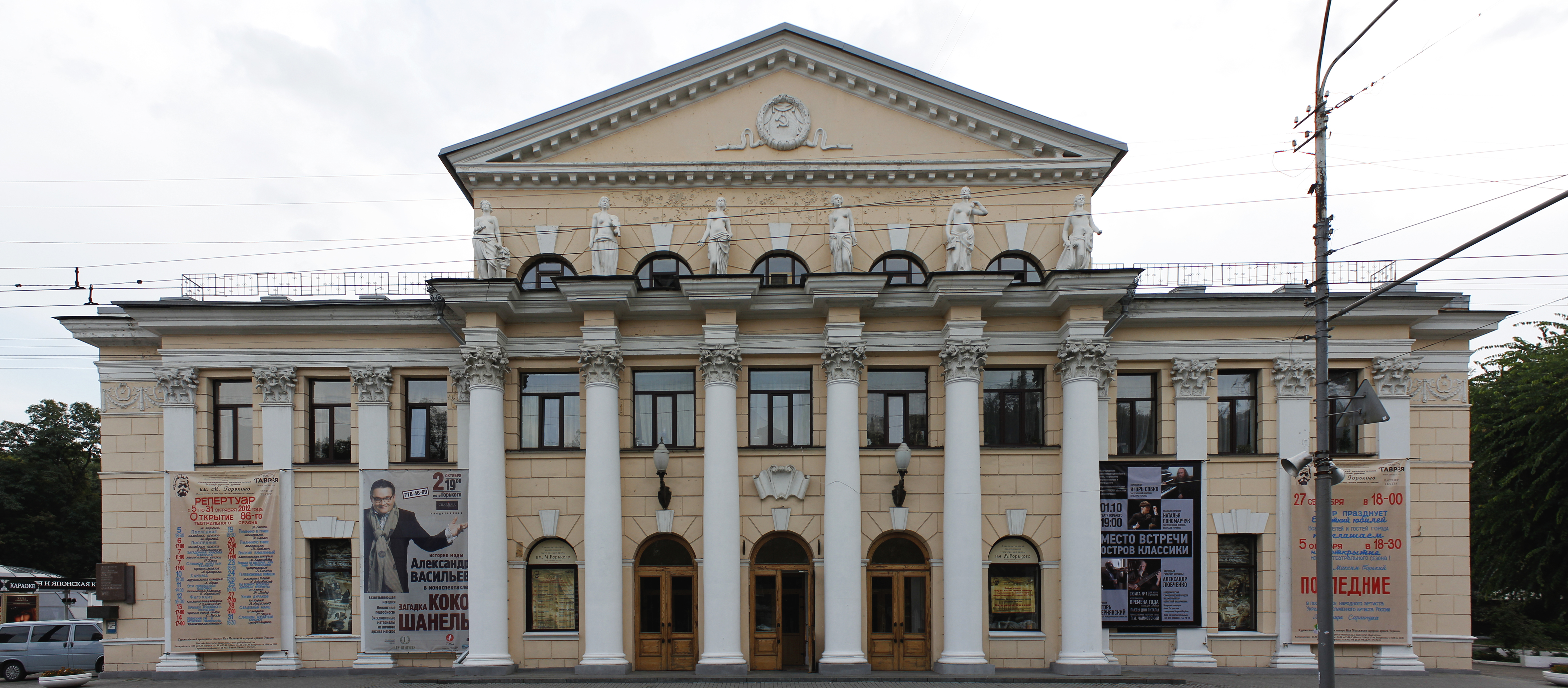
El Teatro Académico de Drama y Comedia de Dnipró fue construido durante el período estalinista.

En 1927 la industria de Dnipropetrovsk fue completamente reconstruida y según algunos indicadores superó los niveles de antes de la guerra. debido a la superpoblación agraria, la afluencia de desempleados de otros asentamientos, la mayor tasa de natalidad, entre otras razones, tanto el empleo como el desempleo en Dnipropetrovsk aumentaron. A finales de los años veinte, las autoridades tuvieron que hacer frente a un creciente malestar laboral. "No nos estrangulen, nuestros niños se mueren de hambre, estamos en peores condiciones que bajo el antiguo régimen", decía una protesta.
la ciudad ocupó un lugar destacado en los Planes Quinquenales de industrialización de Stalin. En 1932, las plantas metalúrgicas regionales de Dnipropetrovsk producían el 20 por ciento de todo el hierro fundido y el 25 por ciento del acero fabricado en la República Socialista Soviética de Ucrania. A finales de los años treinta, la región de Dnipropetrovsk se convirtió en la más urbanizada de la Ucrania soviética, con más de 2.273.000 personas viviendo en la región y más de medio millón en la ciudad propiamente dicha. Dnipropetrovsk se convirtió en un importante centro cultural y educativo con diez colegios y una universidad estatal.
Los alrededores quedaron devastados por la política de colectivización forzosa y de confiscación de cereales. Los campesinos habían muerto en masa durante el Holodomor de 1932-33. la región de Dnipropetrovsk en los años 1932-33 perdió entre 3,5 y 9,8 millones de personas, convirtiéndola en una de las zonas más afectadas por la hambruna.
Atraídos por el empleo en la industria pesada en expansión, la llegada de personas nuevas cambió los porcentajes por etnias de la ciudad. El porcentaje de residentes registrados como ucranianos aumentó del 36 % de la población en 1926 al 54,6 % en 1939. El porcentaje de personas rusas bajó del 31,6 % al 23,4 % y el de los judíos del 26,8 % al 17,9 %. la población de la ciudad creció rápidamente durante el período de entreguerras. En 1932 vivían en Dnipropetrovsk 368.000 personas. En el censo soviético de 1939, esta cifra había aumentado a más de medio millón (500.662 personas).
En Dnipropetrovsk tuvieron lugar la ucranización soviética y la korenización . El Partido Comunista de la República Socialista Soviética de Ucrania organizó cursos especiales de estudios ucranianos. las autoridades soviéticas aumentaron considerablemente el número de escuelas y abrió nuevas universidades, y a mediados de la década de 1930 habían erradicado el analfabetismo en la ciudad. A finales de la década de 1930, en Dnipropetrovsk había 10 instituciones de educación superior y 19 instituciones de educación especial. En la década de 1930 se construyó un número significativo de nuevas escuelas secundarias y hospitales en la ciudad, y se mejoraron los parques urbanos.
La Gran Purga también llegó a Dnipropetrovsk tras el asesinato de Serguéi Kirov. En 1935, la NKVD de Dnipropetrovsk arrestó a 182 trotskistas. En 1935, 235 supuestos "enemigos internos" fueron ejecutados, entre ellos algunos rectores universitarios. En 1936, 526 personas fueron ejecutadas. En 1937, la administración regional de la NKVD mató a 16.421 personas.

#### Ocupación nazi

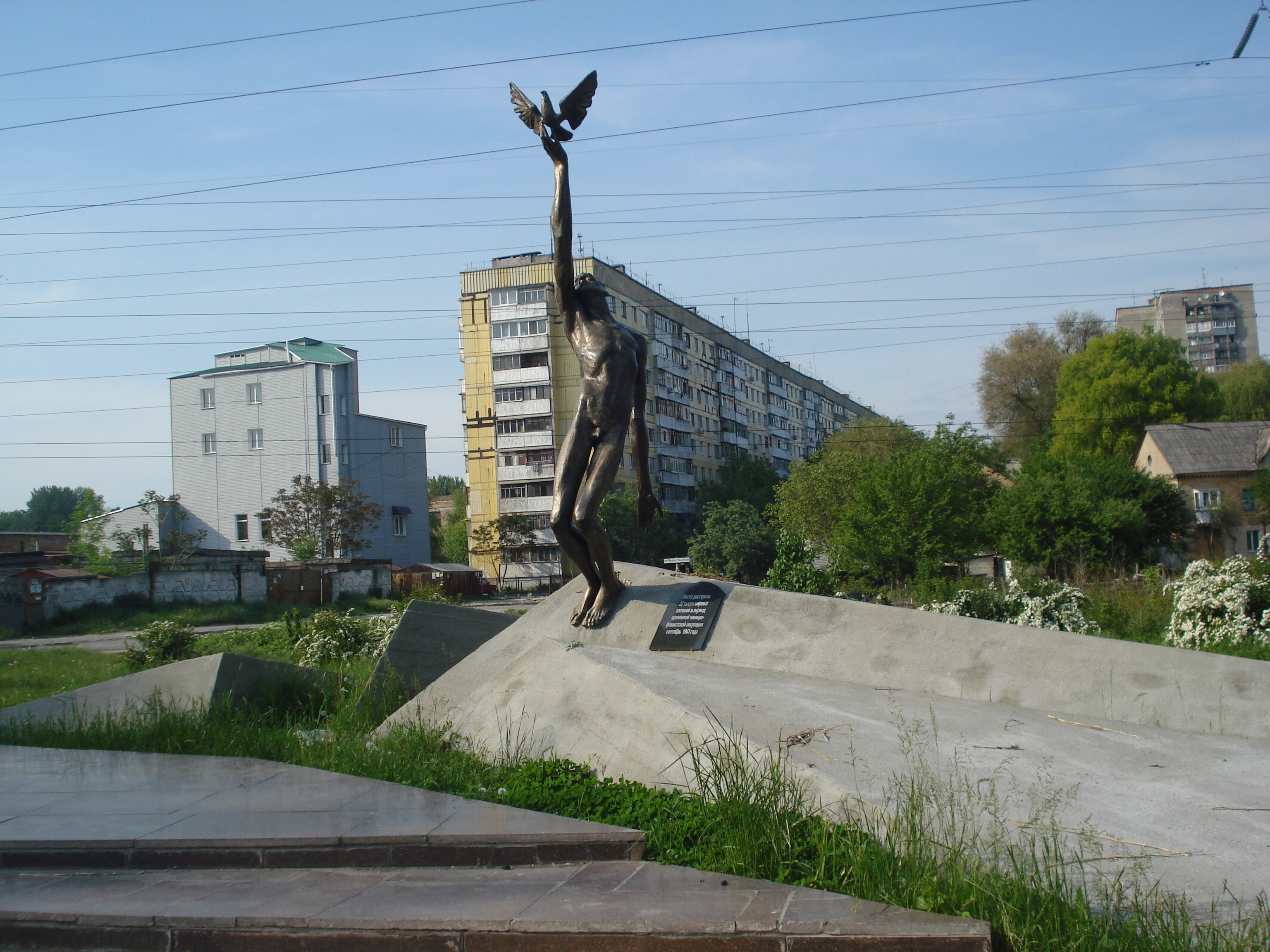
Monumento a los 20.000 judíos fusilados por alemanes en 1943 en Dnipropetrovsk. La inscripción monumental (en ruso) no identifica explícitamente a las víctimas como judías, sino que habla de "20.000 civiles".

Dnipropetrovsk estuvo bajo ocupación alemana nazi desde el 26 de agosto de 1941 hasta el 25 de octubre de 1943. la ciudad fue administrada como parte del Reichskommissariat Ukraine.  El Holocausto en Dnipropetrovsk redujo la población judía restante de la ciudad, cuyas estimaciones oscilan entre 55.000 y 30.000, a sólo 702.  En sólo dos días, del 13 al 14 de octubre de 1941, los alemanes mataron a 15.000 personas.
Alemania operó tres campos de prisioneros de guerra en la ciudad, principalmente el Stalag 348, con varios subcampos en la región desde octubre de 1941 hasta febrero de 1943, tras su reubicación desde Rzeszów en la Polonia ocupada por Alemania, en el que se estima que los ocupantes mataron a más de 30.000 prisioneros de guerra soviéticos, y brevemente también los campos Stalag 310 y Stalag 387.
En noviembre de 1941, la población de Dnipropetrovsk era de 233.000 habitantes. En marzo de 1942, esta cifra había descendido a 178.000. El 25 de octubre de 1943, la población del este de la ciudad no superaba los 5.000 habitantes. Según las estadísticas oficiales, en 1945 la población de Dnipropetrovsk había aumentado a 259.000 personas.

#### Ciudad cerrada de posguerra

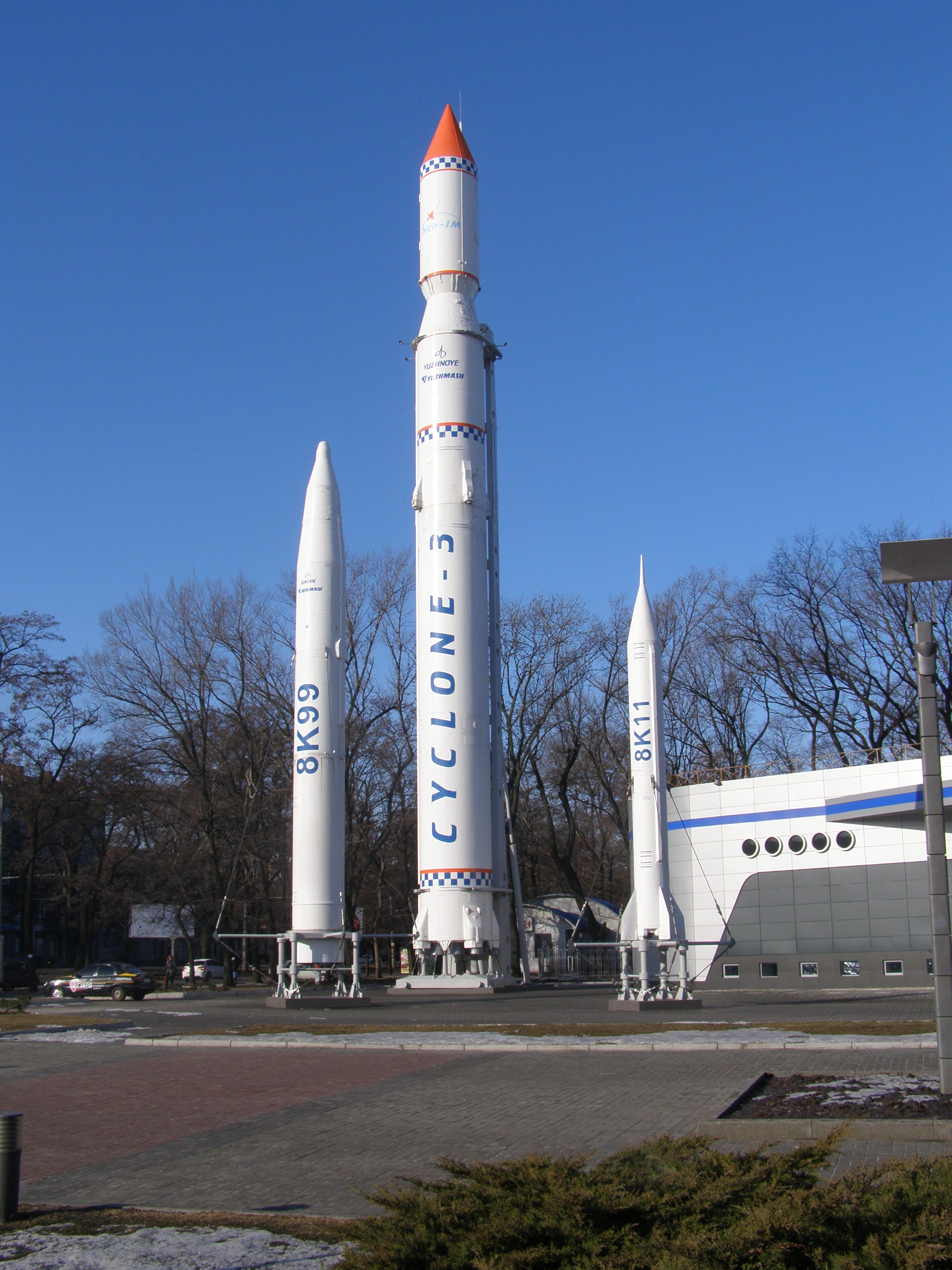
Un cohete Ciclón-3 producido por Yuzhmash, flanqueado por un RT-20P y un R-11 Zemlyá en exhibición en el "Parque de Cohetes" de Dnipró.

Ya en julio de 1944, el Comité Estatal de defensa de Moscú decidió construir en Dnipropetrovsk, en la antigua ubicación de la fábrica de aviones de antes de la guerra, una gran fábrica de maquinaria militar. En diciembre de 1945, miles de prisioneros de guerra alemanes comenzaron la construcción y edificaron las primeras secciones y talleres de la nueva fábrica. Ésta fue la fundación de la fábrica de automóviles de Dnipropetrovsk. En 1954, la administración de esta fábrica de automóviles abrió una oficina de diseño secreta, denominada OKB-586, para construir misiles militares y motores de cohetes.
Al proyecto de alta seguridad se unieron cientos de físicos, ingenieros y diseñadores de maquinaria de Moscú y otras grandes ciudades soviéticas. En 1965, la planta secreta nº 586 fue transferida al Ministerio de Ingeniería General de la URSS, que la rebautizó como «Fábrica de Construcción de Maquinaria del Sur» (Yúzhny mashino-stroítelny zavod) o, en ruso abreviado, simplemente Yuzhmash. Yuzhmash se convirtió en un factor importante en la carrera armamentista de la Guerra Fría (Nikita Jruschov se jactó en 1960 de que estaba produciendo cohetes «como salchichas»).
En 1959, Dnipropetrovsk fue cerrado oficialmente a los visitantes extranjeros. A ningún ciudadano extranjero, ni siquiera de un estado socialista, se le permitía visitar la ciudad o el distrito. Las autoridades comunistas exigían a sus ciudadanos un nivel de pureza ideológica más elevado que al resto de la población, y su libertad de movimiento fue restringida de forma severa. No fue hasta 1987, durante la Perestroika, que Dnipropetrovsk se abrió a los visitantes internacionales y se levantaron las restricciones civiles.
la población de Dnipropetrovsk aumentó de 259.000 personas en 1945 a 845.200 en 1965.
A pesar del régimen de alta seguridad, en septiembre y octubre de 1972, los trabajadores dejaron de trabajar en varias fábricas de Dnipropetrovsk exigiendo salarios más altos, mejores alimentos y condiciones de vida, y el derecho a elegir su trabajo. la militancia obrera regresó a fines de la década de 1980, un período en el que las promesas de la Perestrioka y Glásnost despertaron expectativas populares. En 1990, dos mil reclusas se amotinaron en la prisión preventiva de mujeres, otra señal del creciente malestar.

#### Disidencia y rebelión juvenil

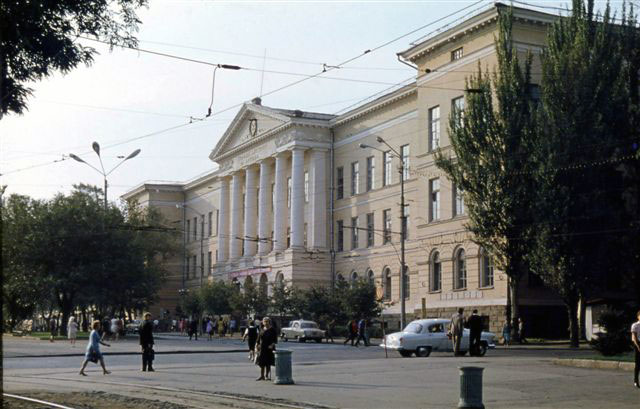
Instituto de Minería de Dnipropetrovsk, 1972.

En 1959, el 17,4 % de los estudiantes de Dnipropetrovsk asistían a escuelas de lengua ucraniana y el 82,6% a escuelas de lengua rusa. El 58% de los habitantes de la ciudad se autoidentificaron como ucranianos. En comparación con las otras tres ciudades más grandes de Ucrania, en Dnipropetrovsk la proporción de educación impartida en ucraniano era bastante grande. En Kiev el 26,8% de los alumnos estudiaban en ucraniano y el 73,1% en ruso, mientras que el 66% de los habitantes de Kiev se consideraban ucranianos, en Járkov estas cifras eran el 4,9%, el 95,1% y el 49%. En Odesa, estas cifras fueron 8,1%, 91,9% y 40%.
Al igual que en toda la República Socialista Soviética de Ucrania, Dnipropetrovsk vio una afluencia de jóvenes inmigrantes procedentes de la Ucrania rural. El Óblast de Dnipropetrovsk registró la mayor afluencia de jóvenes rurales de toda Ucrania.
Según informes del KGB, una agencia de inteligencia de la URSS, en la década de 1960 el «Samizdat» y otras publicaciones de la diáspora ucraniana comenzaron a circular a través de Ucrania occidental en Dnipropetrovsk. Estas ayudaron a que aumentasen los círculos estudiantiles clandestinos donde promovieron el interés por los «shestidesyátniki», por la historia ucraniana, especialmente la de los cosacos ucranianos, y en el resurgimiento de la lengua ucraniana. de vez en cuando se desplegaba la bandera azul y amarilla de la Ucrania independiente en señal de protesta. las autoridades respondieron con represión: arrestaron y encarcelaron a miembros de grupos de discusión clandestinos por «propaganda nacionalista».
las crecientes evidencias de disenso en la ciudad coincidieron, a finales de los años 1960, con lo que el KGB denominó «vandalismo radiofónico». Miles de estudiantes de secundaria y universidad se habían convertido en entusiastas de la radioafición, grabando y retransmitiendo música popular occidental. Los informes anuales de la KGB establecían periódicamente una conexión entre el entusiasmo por la cultura pop occidental y el comportamiento antisoviético. En la década de 1980, cuando el KGB reconoció que sus incursiones contra los «hippies» no habían logrado reprimir la rebelión juvenil, se informó que dicho comportamiento tuvo su origen en una mezcla de heavy metal «angloamericano», punk rock y banderismo —la veneración de Stepán Bandera y otros nacionalistas ucranianos, quienes en la narrativa soviética fueron denunciados y desacreditados como colaboradores nazis.
En un intento de ofrecer a los jóvenes de Dnipropetrovsk una alternativa ideológicamente segura, a partir de 1976 el Komsomol local creó discotecas autorizadas. Algunos de los activistas involucrados en este «movimiento disco» continuaron en la década de 1980 participando en sus propios negocios turísticos y musicales ilícitos, y varios de ellos se convirtieron en figuras influyentes en la política nacional ucraniana, entre ellos Yulia Tymoshenko, Victor Pinchuk, Serhiy Tihipko, Ihor Kolomoyskyi y Oleksandr Turchynov.

#### la «mafia de Dnipropetrovsk»
Como reflejo de la importancia estratégica de Dnipropetrovsk para toda la Unión Soviética, los cuadros del partido de la «ciudad cohete» desempeñaron un papel descomunal no solo en el liderazgo republicano en Kiev, sino también en el liderazgo de la Unión en Moscú. Durante la Gran Purga de Stalin, Leonid Brézhnev ascendió rápidamente dentro de las filas de la nomenklatura local, desde director del Instituto Metalúrgico de Dnipropetrovsk en 1936 a secretario regional del Partido (Obkom) a cargo de las industrias de defensa de la ciudad en 1939.
Allí dio los primeros pasos para construir una red de simpatizantes que llegó a conocerse como la «Mafia de Dnipropetrovsk». Ellos encabezaron el golpe interno del partido que en 1964 vio a Brézhnev reemplazar a Nikita Jhrushchev como Secretario General del Partido Comunista de la Unión Soviética y pedir que se detuvieran las reformas futuras.

### Invasión rusa a Ucrania
El 24 se febrero de 2022, comenzó la invasión rusa de Ucrania. La ciudad de Dnipró ha sido bombardeada en numerosas ocasiones. El 14 de enero de 2023, un misil impactó en un edificio residencial, los cuerpos sin vida de varias decenas de personas fueron rescatados de los escombros (véase Bombardeos de Dnipró de 2022-2023).

## Demografía
Dinámica histórica de la población de Dnipró:
| año  | población |
| ---- | --------- |
| 1840 | 12414     |
| 1863 | 19900     |
| 1897 | 112839    |
| 1914 | 211100    |
| 1923 | 126462    |
| 1926 | 187570    |
| 1939 | 526998    |
| 1959 | 661547    |
| 1970 | 862100    |
| 1979 | 1066016   |
| 1989 | 1177897   |
| 2001 | 1065008   |
| 2005 | 1054219   |
| 2010 | 1011177   |
| 2020 | 992499    |

La invasión rusa de Ucrania en 2022 provocó una nueva oleada de ucranización en la ciudad, en la que cada vez más personas optaron por hablar ucraniano. Según una encuesta realizada por el Instituto Republicano Internacional en abril-mayo de 2023, el 27 % de la población de la ciudad hablaba ucraniano en casa, y el 66 % hablaba ruso. [parece propaganda]

## Geografía

### Clima
La ciudad tiene un clima mediterráneo continentalizado (clasificación climática de Köppen: Csa). Generalmente el clima es templado y seco, con máximos de precipitaciones durante el invierno. La ciudad disfruta de más de 3050 horas de luz solar y unos 110 días de lluvia al año de media. Las precipitaciones están repartidas, como es habitual en el clima mediterráneo continental, de forma muy irregular a lo largo del año, con mínimos en la época estival y máximos durante primavera y otoño. La precipitación media anual es de 569 mm.
Las temperaturas son frescas, con una media anual de 10,6 °C según los datos de la estación meteorológica, con inviernos fríos, siendo frecuentes las heladas (74 días de helada de media al año).
| Parámetros climáticos promedio de Dnipró (centro)                     | Parámetros climáticos promedio de Dnipró (centro) | Parámetros climáticos promedio de Dnipró (centro) | Parámetros climáticos promedio de Dnipró (centro) | Parámetros climáticos promedio de Dnipró (centro) | Parámetros climáticos promedio de Dnipró (centro) | Parámetros climáticos promedio de Dnipró (centro) | Parámetros climáticos promedio de Dnipró (centro) | Parámetros climáticos promedio de Dnipró (centro) | Parámetros climáticos promedio de Dnipró (centro) | Parámetros climáticos promedio de Dnipró (centro) | Parámetros climáticos promedio de Dnipró (centro) | Parámetros climáticos promedio de Dnipró (centro) | Parámetros climáticos promedio de Dnipró (centro) |
| Mes                                                                   | Ene.                                              | Feb.                                              | Mar.                                              | Abr.                                              | May.                                              | Jun.                                              | Jul.                                              | Ago.                                              | Sep.                                              | Oct.                                              | Nov.                                              | Dic.                                              | Anual                                             |
| --------------------------------------------------------------------- | ------------------------------------------------- | ------------------------------------------------- | ------------------------------------------------- | ------------------------------------------------- | ------------------------------------------------- | ------------------------------------------------- | ------------------------------------------------- | ------------------------------------------------- | ------------------------------------------------- | ------------------------------------------------- | ------------------------------------------------- | ------------------------------------------------- | ------------------------------------------------- |
| Temp. máx. abs. (°C)                                                  | 12.3                                              | 17.5                                              | 24.1                                              | 31.8                                              | 36.1                                              | 37.8                                              | 39.8                                              | 40.9                                              | 36.5                                              | 32.6                                              | 20.6                                              | 16.3                                              | 40.9                                              |
| Temp. máx. media (°C)                                                 | −1.0                                              | 0.6                                               | 7.8                                               | 16.9                                              | 25.4                                              | 27.8                                              | 30.1                                              | 29.9                                              | 23.3                                              | 14.4                                              | 7.3                                               | 0.6                                               | 15.3                                              |
| Temp. media (°C)                                                      | −2.9                                              | −2.5                                              | 3.4                                               | 11.4                                              | 19.2                                              | 21.9                                              | 23.7                                              | 23.4                                              | 17.5                                              | 9.6                                               | 4.4                                               | −1.5                                              | 10.6                                              |
| Temp. mín. media (°C)                                                 | −4.9                                              | −5.7                                              | −1.0                                              | 5.8                                               | 13.1                                              | 15.9                                              | 17.4                                              | 16.9                                              | 11.8                                              | 4.7                                               | 1.6                                               | −3.6                                              | 6                                                 |
| Temp. mín. abs. (°C)                                                  | −30.0                                             | −27.8                                             | −19.2                                             | −8.2                                              | −2.4                                              | 3.9                                               | 5.9                                               | 3.9                                               | −3.0                                              | −8.0                                              | −17.9                                             | −27.8                                             | −30.0                                             |
| Precipitación total (mm)                                              | 76                                                | 56                                                | 52                                                | 46                                                | 34                                                | 30                                                | 26                                                | 22                                                | 25                                                | 28                                                | 72                                                | 102                                               | 569                                               |
| Días de precipitaciones (≥ 0.25 mm)                                   | 13                                                | 12                                                | 12                                                | 11                                                | 9                                                 | 6                                                 | 5                                                 | 4                                                 | 5                                                 | 8                                                 | 12                                                | 13                                                | 110                                               |
| Horas de sol                                                          | 185.9                                             | 207.7                                             | 269.1                                             | 309.3                                             | 325.1                                             | 311.4                                             | 313.3                                             | 287.4                                             | 271.4                                             | 247.1                                             | 173.4                                             | 160.6                                             | 3061.7                                            |
| Fuente: NOAA (normales 1981-2010, extremas desde 1874, sol 1996-2015) |                                                   |                                                   |                                                   |                                                   |                                                   |                                                   |                                                   |                                                   |                                                   |                                                   |                                                   |                                                   |                                                   |

## Infraestructura

### Transporte público
La ciudad de Dnipró tiene un sistema de transporte formado por tranvías, una red de autobuses, trolebuses eléctricos y marshrutkas (minibuses privados). Además, la ciudad cuenta con tres estaciones de ferrocarril (la principal es Estación de ferrocarril de Dnipró), un sistema de metro, el Metro de Dnipró, que fue abierto al público en 1995 y dispone de seis estaciones repartidas en una única línea de metro.
Por otra parte, a 15 kilómetros al sureste de la ciudad se encuentra el Aeropuerto Internacional de Dnipró. La ciudad vecina de Zaporiyia también tiene un aeropuerto con vuelos internacionales más frecuentes.

## Cultura

### Deportes
El FC Dnipró, era un equipo de fútbol de la ciudad, militaba en la Liga premier de Ucrania, que es la primera división del fútbol de ese país. En la temporada 2012-13, disputa la UEFA Europa League, encuadrado en el Grupo F junto con PSV Eindhoven, Nápoles y AIK Solna. En la temporada 2014-15 entra en semifinales de la misma, tras eliminar a equipos de la talla de Olympiacos y Ajax. Finalmente alcanza la final de la Europa League que se celebra el 27 de mayo en el Estadio Nacional de Varsovia, de la ciudad polaca de Varsovia; su rival es el Sevilla, contra el que pierden su mejor oportunidad para ganar un título continental. Lamentablemente el club desapareceria en febrero de 2019 tras varias deudas.

### Ciudades hermanadas
- Herzliya
- Tesalónica
- Taskent
- Vilna
- Xi'an
- Dalian
- Kutaisi
- Žilina

El 7 de septiembre de 2016, el ayuntamiento de Dnipró puso fin a la asociación con las ciudades rusas de Samara, Krasnoyarsk y Ulán-Udé debido a la agresión armada rusa contra Ucrania.